# Station Limal
Station Limal is een spoorwegstation langs spoorlijn 139 (Leuven - Ottignies) in Limal, een deelgemeente van de stad Waver. Het is nu een stopplaats.

## Treindienst
| Serie | Treinsoort               | Route                                       | Bijzonderheden                                            |
| ----- | ------------------------ | ------------------------------------------- | --------------------------------------------------------- |
| S 20  | GEN (NMBS)               | Leuven – Waver – Limal – Ottignies          |                                                           |
| S 61  | S-trein Charleroi (NMBS) | Waver – Limal – Charleroi-Centraal – Jambes | Rijdt in de week 2×/u tussen Jambes - Charleroi-Centraal. |

## Reizigerstellingen
De grafiek en tabel geven het gemiddeld aantal instappende reizigers weer op een week-, zater- en zondag.
| Tabel: aantal instappende reizigers station Limal | Tabel: aantal instappende reizigers station Limal | Tabel: aantal instappende reizigers station Limal | Tabel: aantal instappende reizigers station Limal |
|                                                   | Weekdag                                           | Zaterdag                                          | Zondag                                            |
| ------------------------------------------------- | ------------------------------------------------- | ------------------------------------------------- | ------------------------------------------------- |
| 1977                                              | 510                                               | 136                                               | 65                                                |
| 1978                                              | 498                                               | 110                                               | 42                                                |
| 1979                                              | 531                                               | 118                                               | 67                                                |
| 1980                                              | 547                                               | 107                                               | 55                                                |
| 1981                                              | 443                                               | 76                                                | 47                                                |
| 1982                                              | 459                                               | 122                                               | 51                                                |
| 1983                                              | 462                                               | 59                                                | 30                                                |
| 1984                                              | 532                                               | 58                                                | 44                                                |
| 1985                                              | 533                                               | 136                                               | 27                                                |
| 1986                                              | 448                                               | 68                                                | 30                                                |
| 1987                                              | 472                                               | 66                                                | 43                                                |
| 1988                                              | 518                                               | 104                                               | 44                                                |
| 1989                                              | 459                                               | 69                                                | 53                                                |
| 1990                                              | 366                                               | 72                                                | 32                                                |
| 1991                                              | 460                                               | 61                                                | 27                                                |
| 1992                                              | 442                                               | 55                                                | 38                                                |
| 1993                                              | 419                                               | 74                                                | 34                                                |
| 1994                                              | 341                                               | 64                                                | 30                                                |
| 1995                                              | 339                                               | 41                                                | 47                                                |
| 1996                                              | 354                                               | 68                                                | 40                                                |
| 1997                                              | 400                                               | 84                                                | 37                                                |
| 1998                                              | 279                                               | 59                                                | 27                                                |
| 1999                                              | 301                                               | 50                                                | 34                                                |
| 2000                                              | 274                                               | 116                                               | 36                                                |
| 2001                                              | 290                                               | 49                                                | 29                                                |
| 2002                                              | 237                                               | 60                                                | 39                                                |
| 2003                                              | 337                                               | 72                                                | 44                                                |
| 2004                                              | 330                                               | 60                                                | 43                                                |
| 2005                                              | 391                                               | 66                                                | -                                                 |
| 2006                                              | 390                                               | 112                                               | 62                                                |
| 2007                                              | 386                                               | 104                                               | 44                                                |
| 2008                                              | -                                                 | -                                                 | -                                                 |
| 2009                                              | 372                                               | 94                                                | 59                                                |
| 2010                                              | -                                                 | -                                                 | -                                                 |
| 2011                                              | -                                                 | -                                                 | -                                                 |
| 2012                                              | 356                                               | 65                                                | 67                                                |
| 2013                                              | 345                                               | 65                                                | 47                                                |
| 2014                                              | 341                                               | 121                                               | 86                                                |
| 2015                                              | 309                                               | 57                                                | 47                                                |
| 2016                                              | 371                                               | 79                                                | 58                                                |
| 2017                                              | 374                                               | 49                                                | 54                                                |
| 2018                                              | 374                                               | 59                                                | 56                                                |
| 2019                                              | 328                                               | 17                                                | 22                                                |
| 2020                                              | 248                                               | 57                                                | 38                                                |
| 2021                                              | -                                                 | -                                                 | -                                                 |
| 2022                                              | 419                                               | 125                                               | 116                                               |
| 2023                                              | 378                                               | 179                                               | 141                                               |
| 2024                                              | 356                                               | 162                                               | 136                                               |

0,0: Leuven ·
3,0: Heverlee ·
8,4: Oud-Heverlee ·
10,8: Zoetwater ·
12,0: Sint-Joris-Weert ·
14,5: Pécrot ·
16,9: Florival ·
18,0: Eerken ·
20,0: Gastuche ·
21,9: Basse-Wavre ·
24,0: Wavre ·
25,1: Bierges-Walibi ·
26,8: Limal ·
29,0: Ottignies